# 屋宜知宏
屋宜知宏（日语：屋宜 知宏），日本漫畫家，代表作為在《週刊少年Jump》上連載的《鋼鐵騎士》、《紅色閃電》。

## 經歷
大學畢業後成為沒有工作的尼特族，約2010年左右興起了想成為漫畫家的念頭。
之後以「屋宜智博」的名義，在2011年的第81回手塚獎中以《IRON CURTAIN》一作贏得準入選。該作品隨後被刊登在《少年Jump NEXT!》2012 WINTER上，以「屋宜知宏」的名義作為漫畫家正式出道。2012年，在《烈！！！伊達前輩》連載期間，擔任近藤信輔的助手。
2012年以短篇《哥布林騎士》參加第8屆金未來杯。之後將該作品作為原型修改後，於2014年在《週刊少年Jump》上初次連載作品《鋼鐵騎士》。2016年在《週刊少年Jump》上連載第二部作品《紅色閃電》。
2020年，在《夜櫻家大作戰》連載期間，擔任權平ひつじ的助手。2021年已經離開助手陣容。
2024年2月15日，在少年Jump+發表短篇《人控》，描寫在將人類視為架空幻想存在的獸人星球上，一名人類乘坐太空船抵達獸人星球的異星文化交流故事。本作發表後在Twitter上獲得熱烈迴響，一度登上Twitter趨勢第二名。漫畫家堀越耕平、近藤信輔、腳本家奈須蘑菇等人皆有轉推或發表對該作的心得。

## 人物
在《烈！！！伊達前輩》連載期間，曾擔任漫畫家近藤信輔的助手。近藤信輔評價屋宜為「飯量很小、幹勁與鬥爭心很強的人」。喜歡的食物是刺身。
與長谷川智廣同為《烈！！！伊達前輩》連載時期的助手，兩人也同樣有參加第8屆金未來杯，出道時間很接近。屋宜曾言「（長谷川）出道以來一直都是自己的勁敵」。

## 作品
| 標題         | 形式 | 刊登號                        | 收錄於      | 備註                             |
| ------------ | ---- | ----------------------------- | ----------- | -------------------------------- |
| IRON CURTAIN | 短篇 | 少年Jump NEXT! 2012 WINTER    | 鋼鐵騎士1卷 | 第81回手塚獎準入選。出道作。37頁 |
| 哥布林騎士   | 短篇 | 週刊少年Jump 2012年35號       | 鋼鐵騎士2卷 | 金未来杯參加作。中間彩頁+47頁    |
| 鋼鐵騎士     | 短篇 | Jump VS                       | 鋼鐵騎士3卷 |                                  |
| 鋼鐵騎士     | 連載 | 週刊少年Jump 2014年01號－18號 | 全3卷       |                                  |
| 紅色閃電     | 短篇 | 少年Jump NEXT! 2015 vol.3     | 紅色閃電2卷 | 卷頭彩頁+48頁                    |
| 紅色閃電     | 連載 | 週刊少年Jump 2016年39號－52號 | 全2卷       |                                  |
| 忘卻偵探     | 短篇 | 週刊少年Jump 2018年51號       | 未收錄      | 中間彩頁+49頁                    |
| 與無知的遭遇 | 短篇 | 週刊少年Jump 2021年16號       | 未收錄      | 15頁                             |
| 人控         | 短篇 | 少年Jump+ 2024年2月15號       | 未收錄      | 56頁                             |